# Ma Menglu
Ma Menglu (* 24. September 1997) ist eine ehemalige chinesische Radsportlerin.

## Sportliche Laufbahn
2015 gewann Ma Menglu der Punktefahren beim Adelaide Cycling Grand Prix und wurde Zweite im Scratch beim South Australian Cycling Track, jeweils in der Klasse der Juniorinnen. Im Jahr darauf wurde sie Asienmeisterin in der Mannschaftsverfolgung, gemeinsam mit Huang Dong Yan, Wang Hong und Chen Lulu.
Im selben Jahr startete Ma bei den Olympischen Sommerspielen in Rio de Janeiro in der Mannschaftsverfolgung und belegte mit Huang Dongyan, Jing Yali und Zhao Baofang Platz sieben. 2018 errang sie bei den Asienmeisterschaften  Silber in der Mannschafts- sowie Bronze in der Einerverfolgung.

## Erfolge
2016
- Asienmeisterin – Mannschaftsverfolgung (mit Huang Dong Yan, Wang Hong und Chen Lulu)

2018
- Asienmeisterschaft – Mannschaftsverfolgung (mit Wang Xiaofei, Liu Jiali und Wang Hong)
- Asienmeisterschaft – Einerverfolgung